# Kyawthuite
Kyawthuite este un mineral rar cu o formulă simplă: Bi3+Sb5+O4. Este un antimonat⁠(d) natural de bismut. Kyawthuite este monoclinic, cu grupa spațială I2/c și este izostructural⁠(d) cu clinocervantita, analogul său trivalent-antimonic. Kyawthuite este, de asemenea, un analog antimonic al clinobisvanitei. Kyawthuite a fost descoperit în apropiere de Mogok⁠(d) în Myanmar, o zonă renumită pentru varietatea sa de minerale prețioase. Doar o probă de 0,3 grame a formei naturale a acestui mineral a fost găsită și este depozitată la Muzeul de Istorie Naturală din comitatul Los Angeles⁠(d).